# Andy

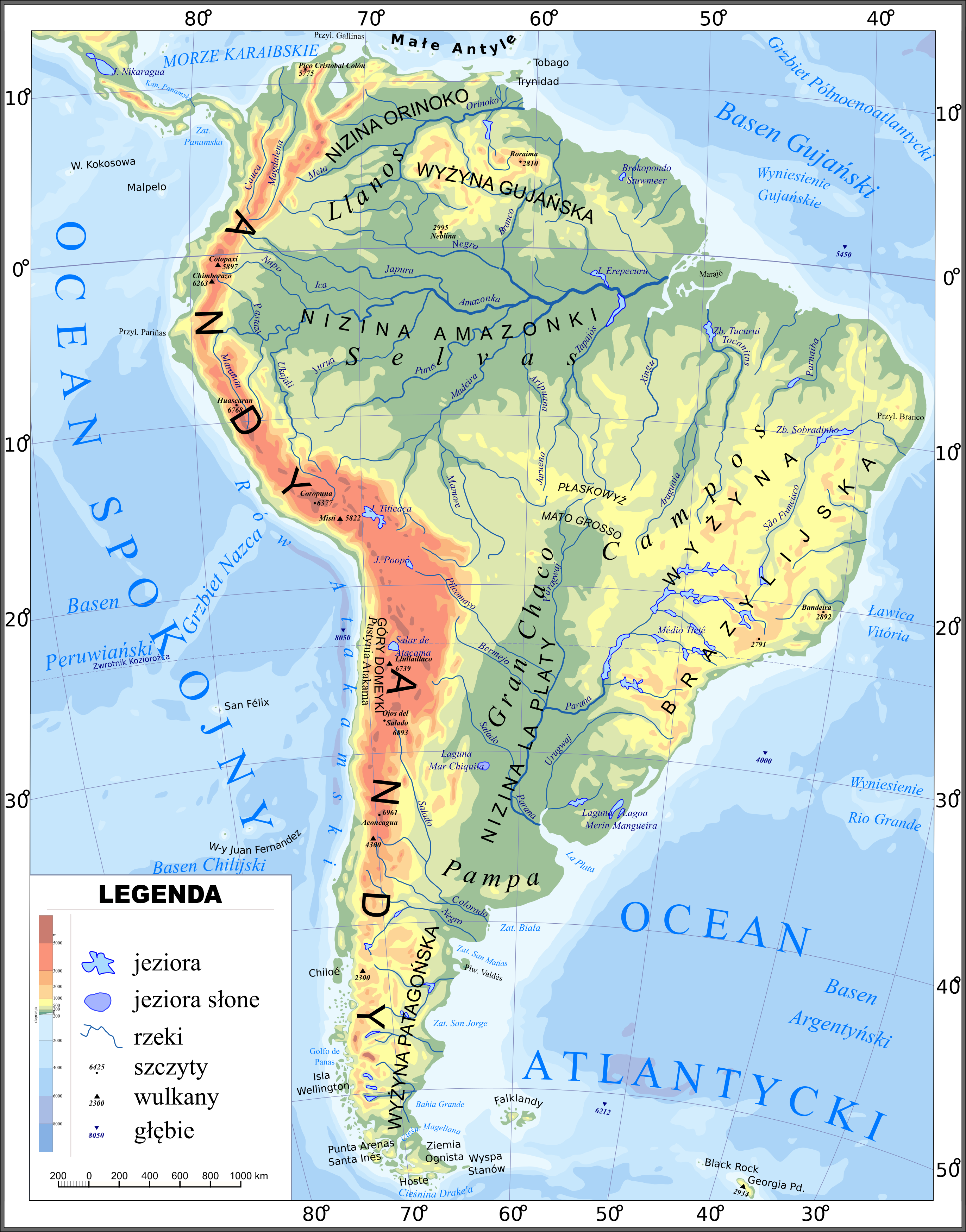
Andy na mapie topograficznej Ameryki Południowej

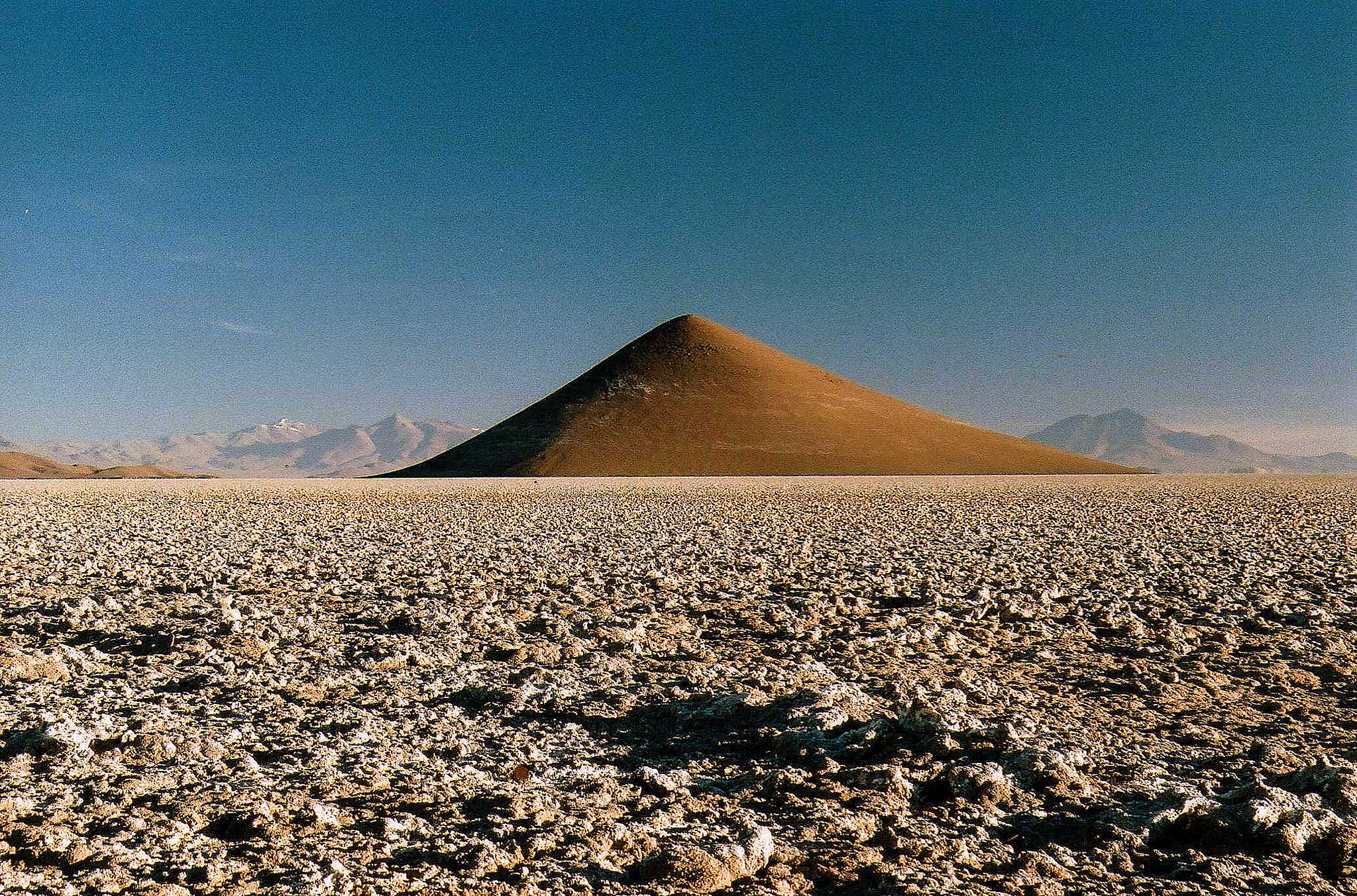
Cono de Arita na Salta (Argentyna)

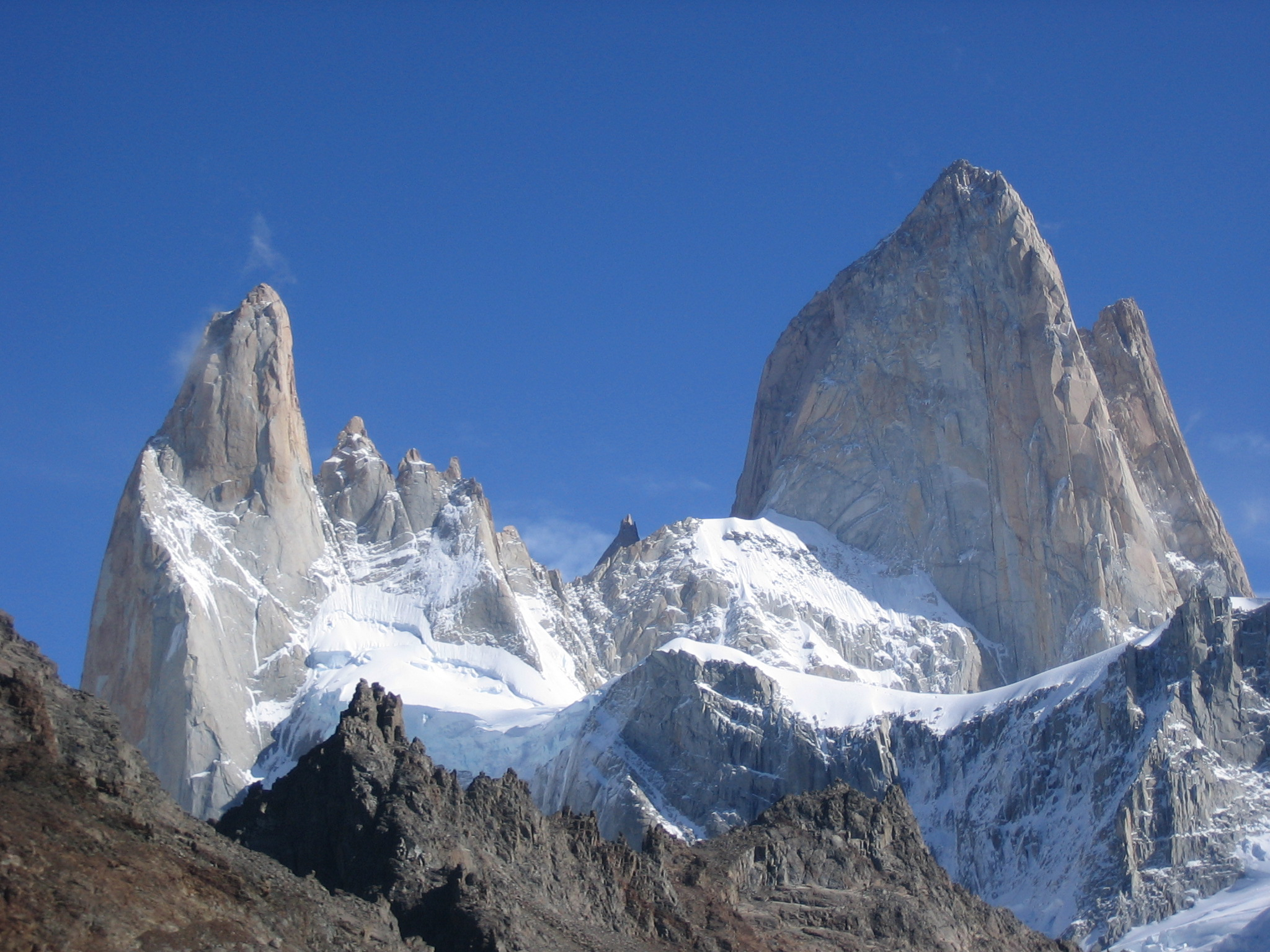
Cerro Chaltén

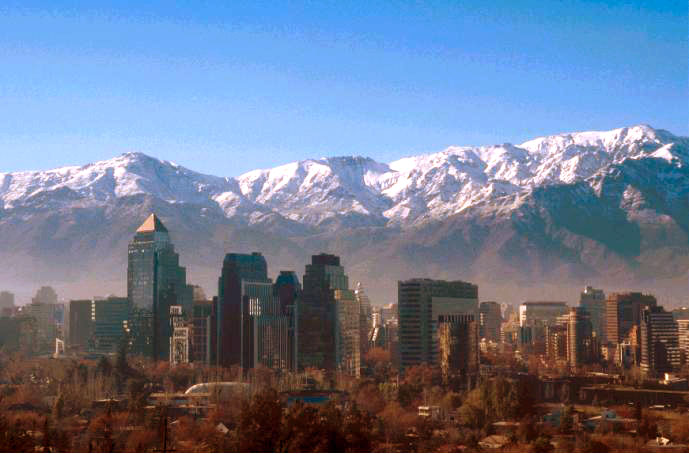
Santiago de Chile na tle zachodnich stoków Andów

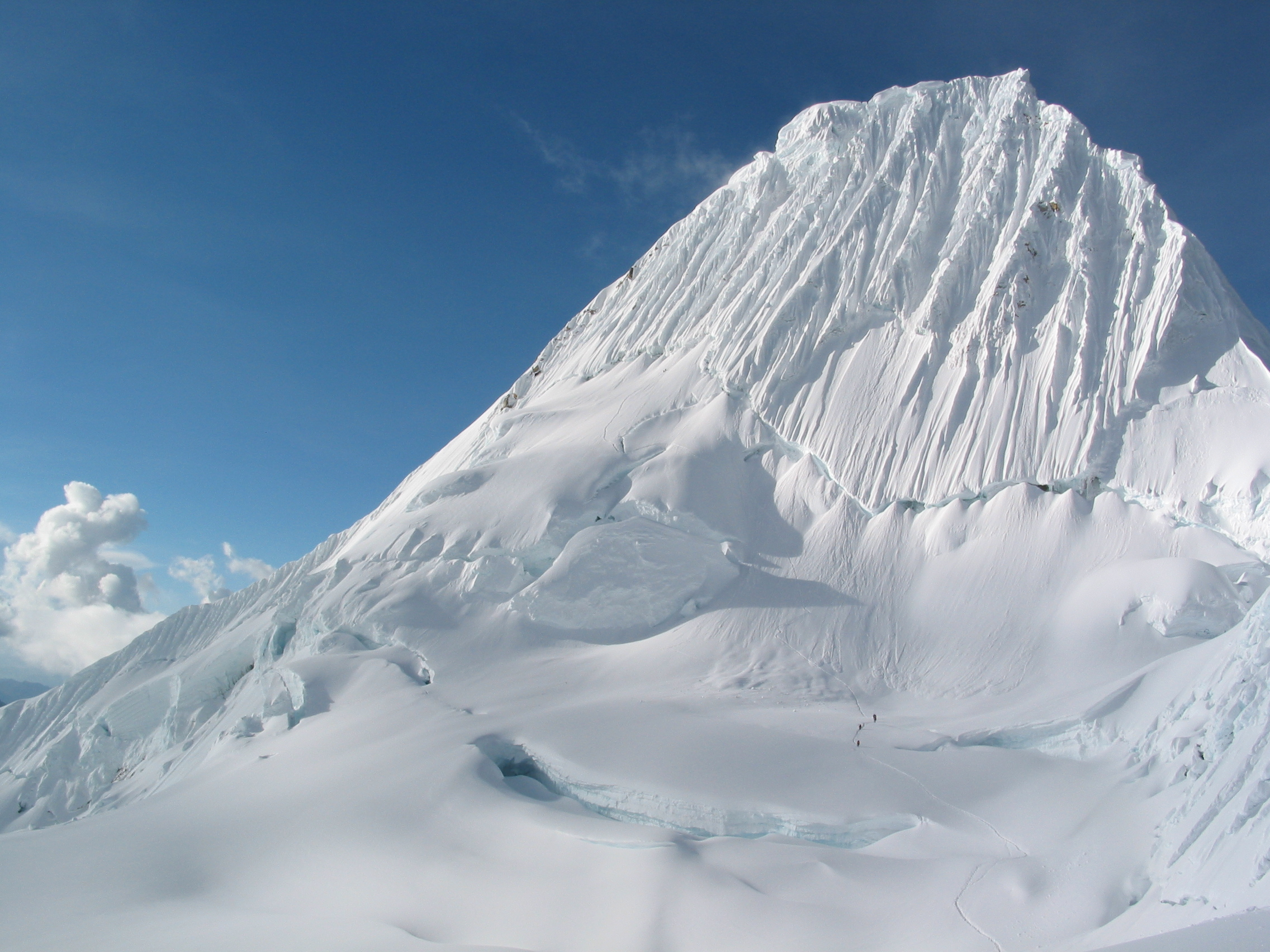
Szczyt Alpamayo w Andach peruwiańskich

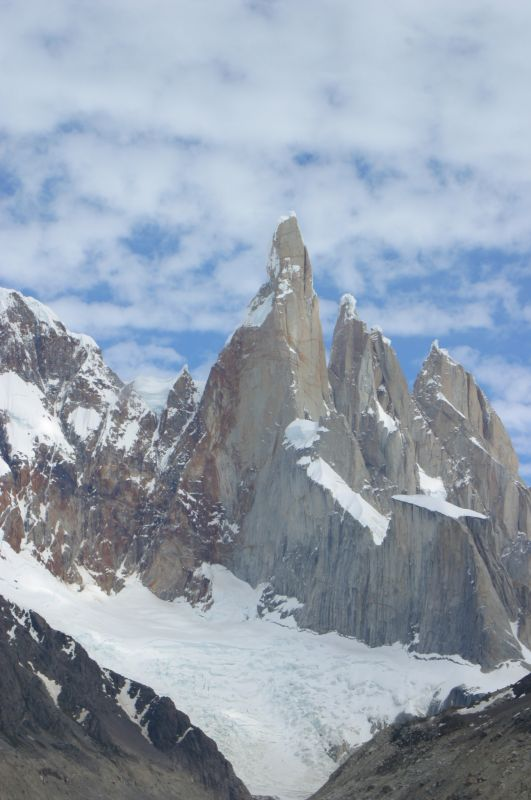
Cerro Torre

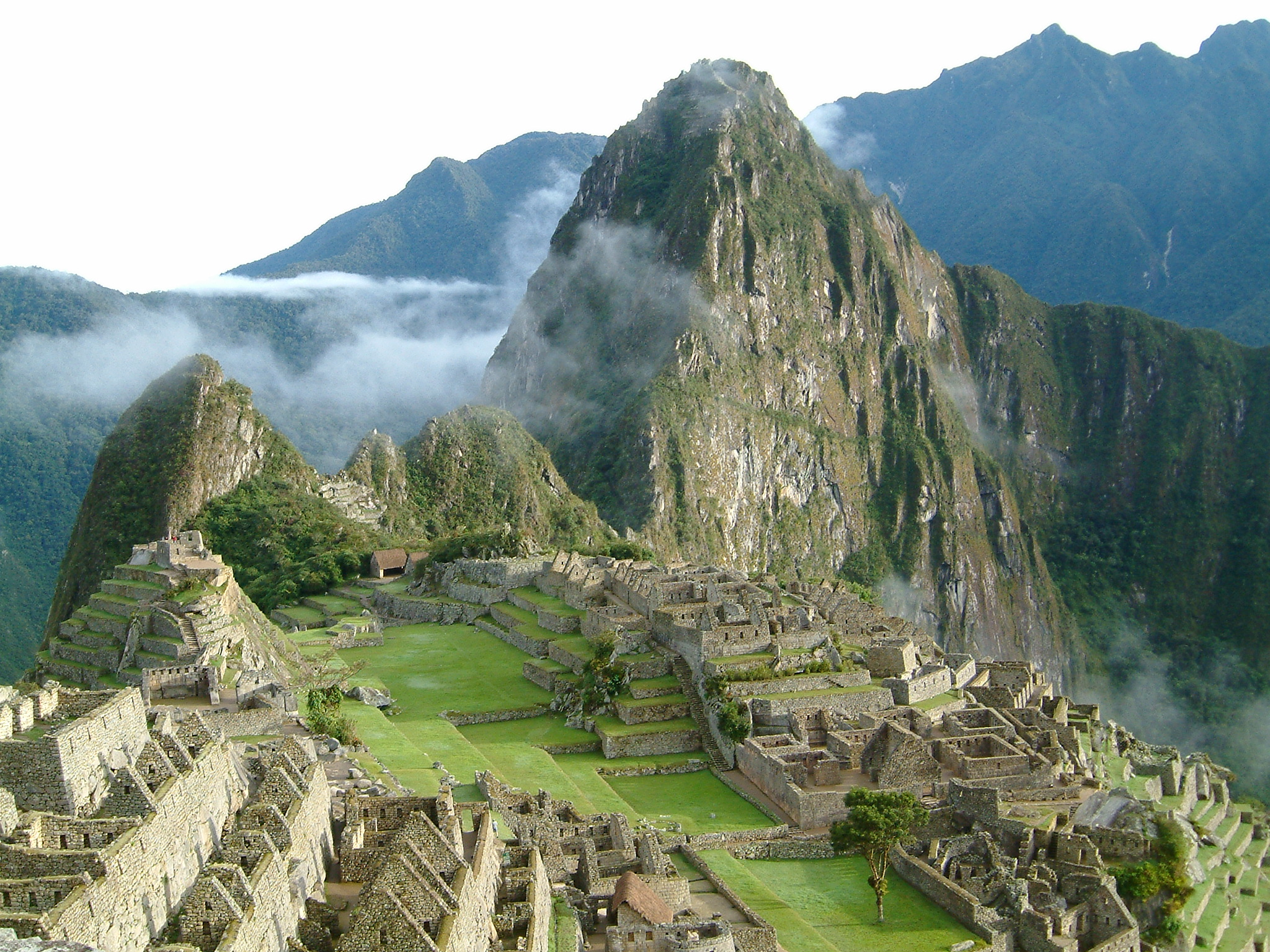
Machu Picchu i Huayna Picchu w tle

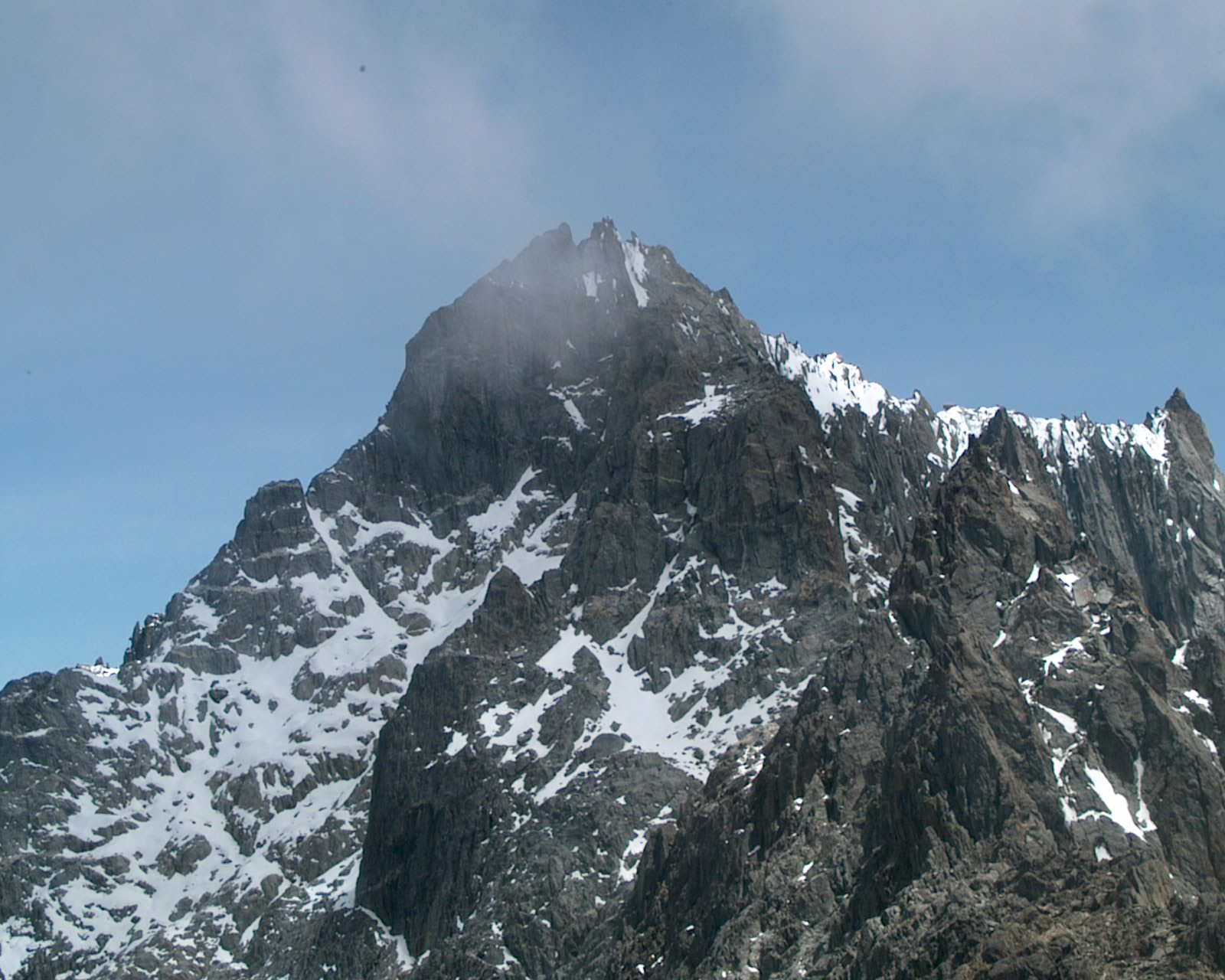
Pico Bolivar

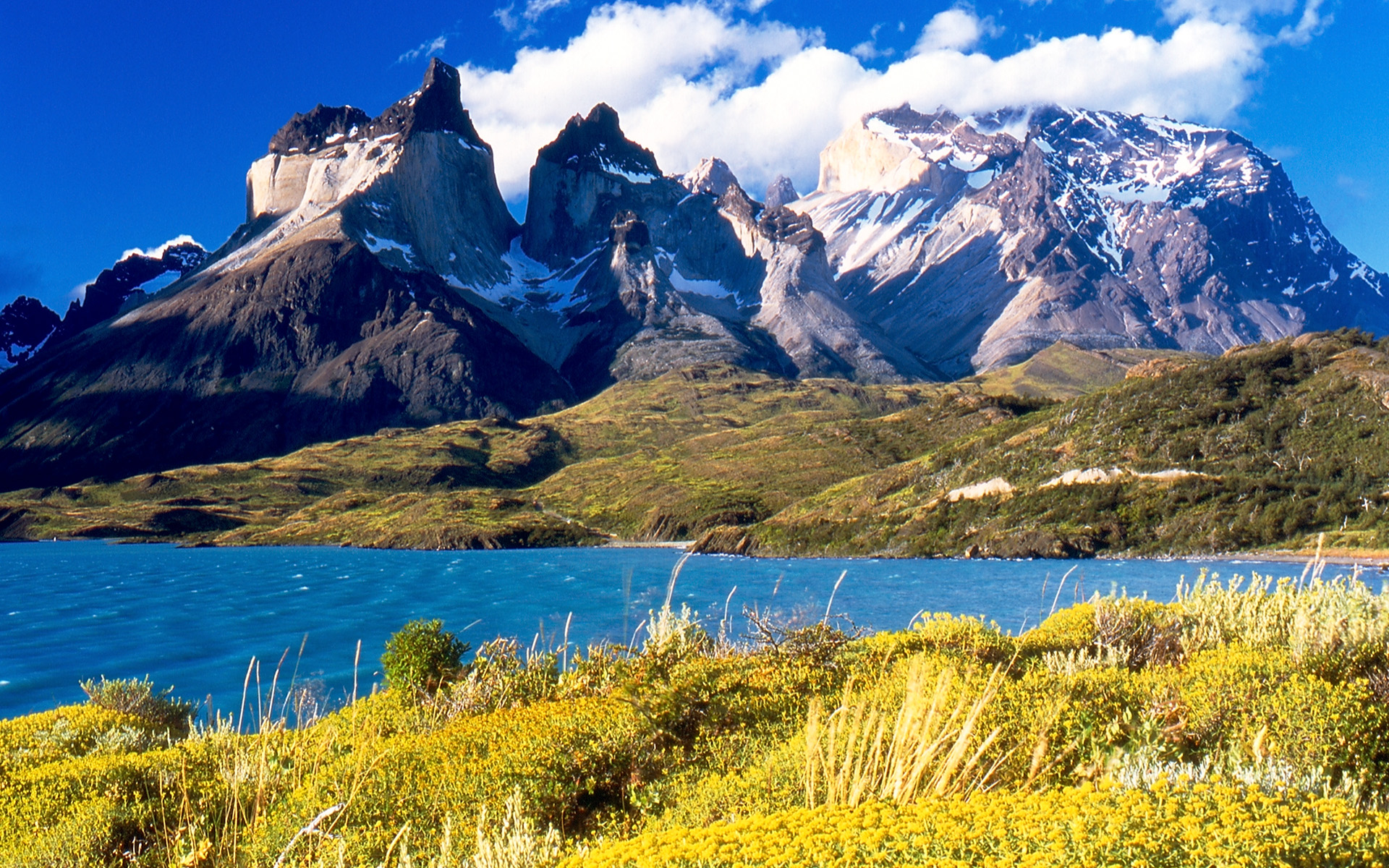
Torres del Paine

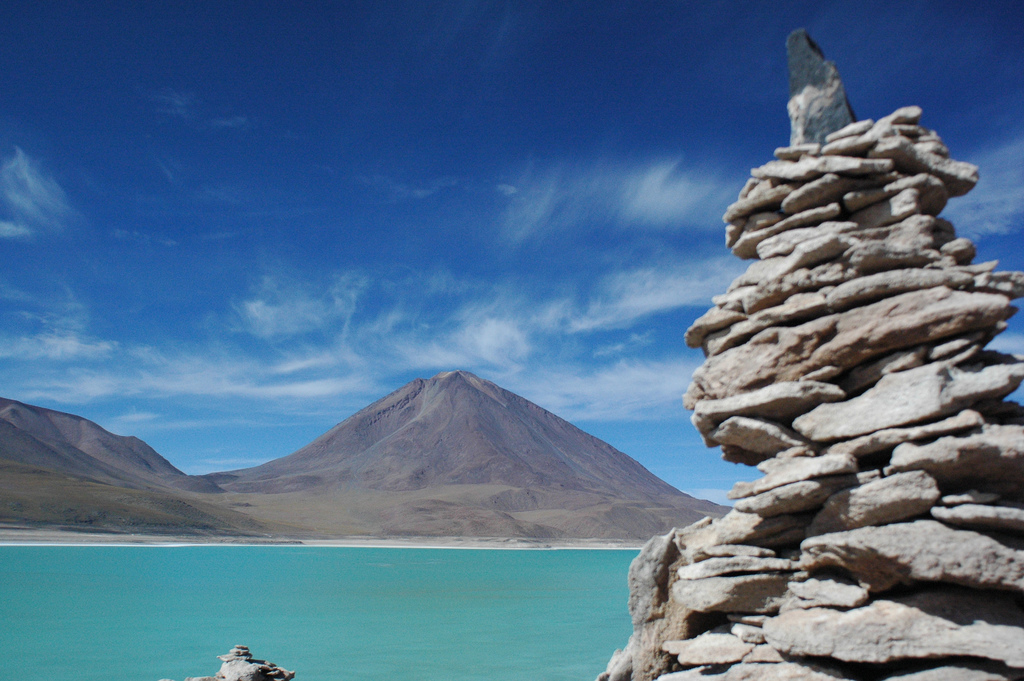
Licancabur

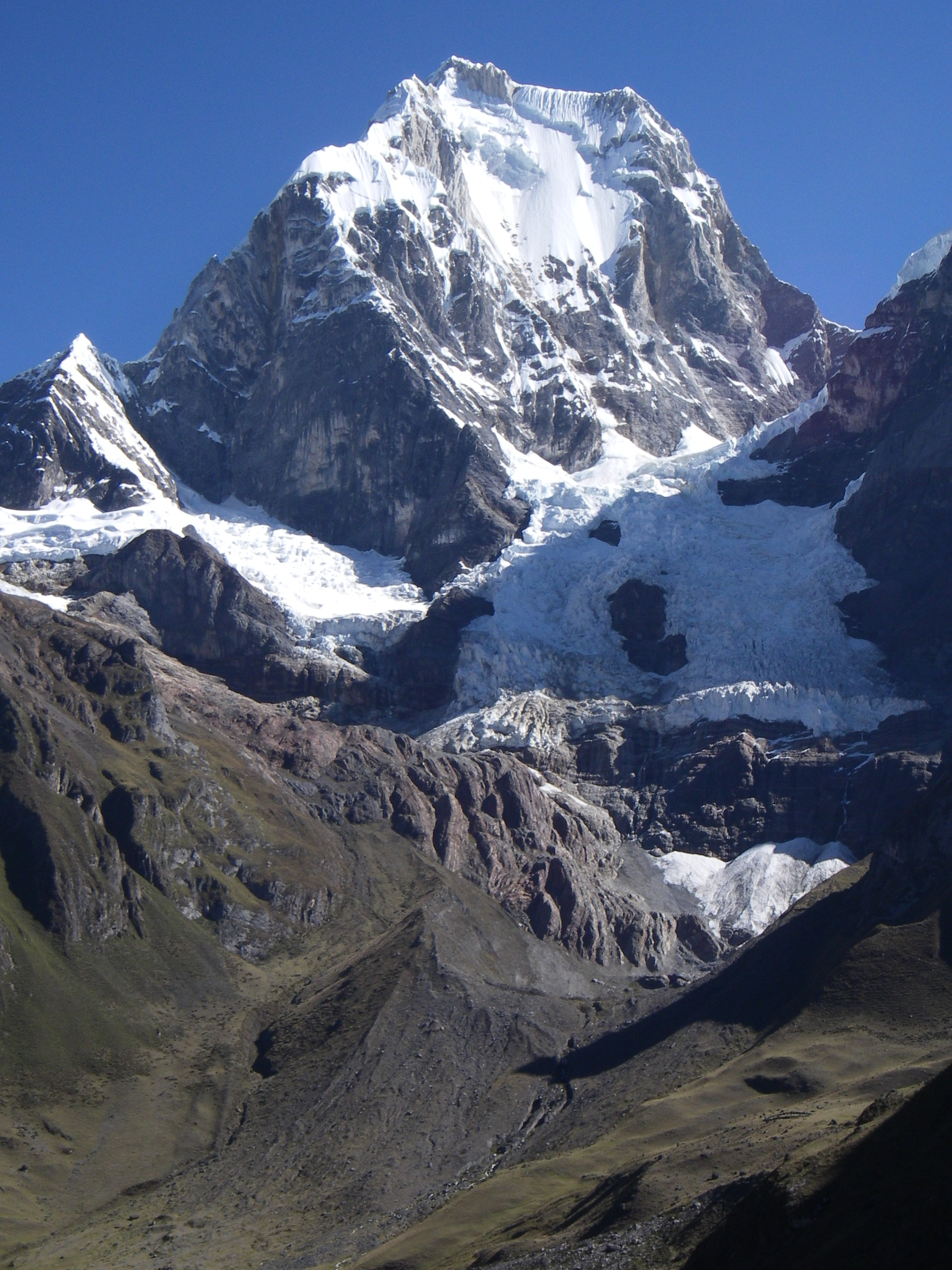
Yerupaja

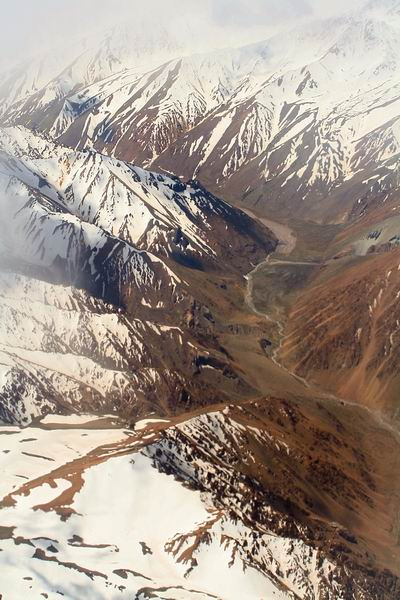
Dolina andyjska

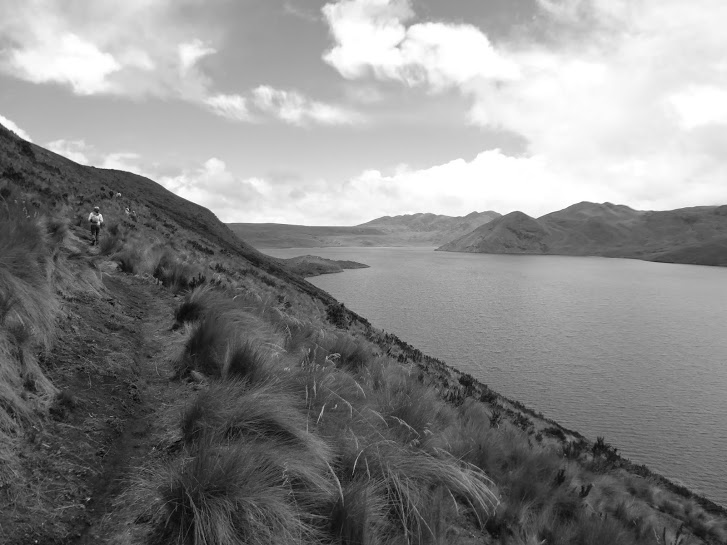
Antizana, Ecuador

Andy (hiszp. Los Andes, Cordillera de los Andes) – łańcuch górski w Ameryce Południowej na terytorium Wenezueli, Kolumbii, Ekwadoru, Peru, Boliwii, Chile i Argentyny. Są to góry fałdowe ciągnące się wzdłuż Oceanu Spokojnego od zatoki Morza Karaibskiego na północy po Ziemię Ognistą na południu, na przestrzeni ponad 9000 km – najdłuższy łańcuch górski na Ziemi. Szerokość wynosi 200–800 km. Najwyższymi szczytami są Aconcagua (6961 m), Ojos del Salado (6893 m) oraz Nevado Pissis (6793 m).

## Podział
Andy dzielą się na Andy Północne (położone w strefach klimatów równikowego i podrównikowego, umownie, do ok. 12°S), Andy Środkowe (znajdujące się w strefie klimatu zwrotnikowego, od ok. 12 do ok. 29°S) i Andy Południowe (położone w strefach klimatów podzwrotnikowego, umiarkowanego i subpolarnego, od ok. 29°S).
Składają się z 2–4 łańcuchów górskich, zwanych kordylierami: Kordyliery Wschodniej (wzdłuż wybrzeża M. Karaibskiego), Centralnej (równolegle do K. Zachodniej, od Morza Karaibskiego po Andy Centralne), Zachodniej (od Morza Karaibskiego do przylądka Horn) i Nadbrzeżnej (wzdłuż brzegu Oceanu Spokojnego). Kordyliera Wschodnia tworzy w Wenezueli podwójny grzbiet – Andy Karaibskie. Rozdzielają je głębokie, podłużne obniżenia (jak Wielka Dolina Centralna w Ekwadorze czy Dolina Środkowochilijska)

## Historia i rzeźba
Andy zostały wypiętrzone w orogenezie alpejskiej. Zbudowane są z różnorodnych skał magmowych, osadowych i metamorficznych, z dużym udziałem młodych pokryw lawowych. Są obszarem aktywnym sejsmicznie z najwyższymi na świecie wulkanami: w Andach Północnych m.in. Tolima (5215 m), Antisana (5704 m), Cotopaxi (5896 m) – uważany za jeden z najbardziej aktywnych wulkanów, oraz Andach Środkowych m.in. El Misti (5822 m), Llullaillaco (6739 m) – najwyższy czynny wulkan.

## Klimat i stosunki wodne
Andy są położone w kilku strefach klimatycznych, począwszy od północy od klimatów równikowych, poprzez zwrotnikowe, podzwrotnikowe i umiarkowane aż po klimat subpolarny na krańcach południowych. Prawie wszędzie panuje chłodny klimat górski z wyraźnie wykształconą piętrowością.
Andy tworzą barierę klimatyczną, która ogranicza wpływ Oceanu Spokojnego na klimat wnętrza Ameryki Południowej. Wzdłuż biegnie główny wododział kontynentu południowoamerykańskiego. Mają tam źródła: Amazonka, Colorado, Rio Negro, Chubut, Magdalena, a także liczne dopływy Orinoka, Amazonki i Parany. Niektóre rzeki, zwłaszcza w Andach Środkowych, mają charakter okresowy lub epizodyczny. Na terenie Andów występują liczne jeziora (głównie na terenie Andów Południowych).

## Flora i fauna
Na północy stoki Andów porośnięte są wilgotnym lasem równikowym, w którym rosną np. przedstawiciele Espeletia. Dla części środkowej charakterystyczne są formacje pustynne i półpustynne (tzw. puna); lasy porastają tę część Andów wyłącznie od strony wschodniej. Na śródgórskich wyżynach w miejscach pustynnych napotkać można solniska, np. na pustyni Atakama – występuje tam uboga roślinność, głównie słonorośla, kaktusy, z rzadka krzewy. Dalej na południe pojawiają się od strony oceanu zimozielone zarośla twardolistne, zaś po stronie kontynentu – stepy. Na obszarach nadmorskich, zalewanych podczas przypływów, rosną namorzyny. Powyżej 40°S występuje roślinność antarktyczna. Wyżynę Patagońską porasta roślinność stepowa i półpustynna, a na Ziemi Ognistej występuje tundra subarktyczna.
Charakterystycznymi dla Andów gatunkami zwierząt są lamy, gwanako andyjskie, wikunia, tapir górski, jelenie: huemale, kilka gatunków z rodzaju Mazama, pudu, niedźwiedź andyjski; z ptaków m.in. kondorowate, łyska andyjska i skalikurek andyjski. Żyją tam także koszatniczki.

## Szczyty
Szczyty według wysokości:
| L.p. | Wysokość [m n.p.m.] | Szczyt             | Pasmo                   | Państwo         | Fotografia |
| ---- | ------------------- | ------------------ | ----------------------- | --------------- | ---------- |
| 1    | 6961                | Aconcagua          |                         | Argentyna       |            |
| 2    | 6893                | Ojos del Salado    | Puna de Atacama         | Argentyna Chile |            |
| 3    | 6793                | Pissis             | Puna de Atacama         | Argentyna       |            |
| 4    | 6770                | Mercedario         | Cordillera de la Ramada | Argentyna       |            |
| 5    | 6768                | Huascaran          | Cordillera Blanca       | Peru            |            |
| 6    | 6759                | Cerro Bonete       | Puna de Atacama         | Argentyna       |            |
| 7    | 6758                | Nevado Tres Cruces | Puna de Atacama         | Argentyna Chile |            |
| 8    | 6723                | Llullaillaco       | Puna de Atacama         | Argentyna Chile |            |
| 9    | 6658                | Walther Penck      | Puna de Atacama         | Argentyna       |            |
| 10   | 6638                | Incahuasi          | Puna de Atacama         | Argentyna Chile |            |

Najważniejsze szczyty w Andach:

Chile:
- Monte San Valentín, 4058 m n.p.m.
- Cerro Paine Grande, około 2750 m n.p.m.
- Cerro Macá, około 2300 m n.p.m.
- Monte Darwin, około 2500 m n.p.m.
- Volcan Hudson, około 1900 m n.p.m.

Granica boliwijsko-chilijska:
- Acotango, 6052 m n.p.m.
- Cerro Minchincha, 5305 m n.p.m.
- Irruputuncu, 5163 m n.p.m.
- Licancabur, 5920 m n.p.m.
- Olca, 5407 m n.p.m.
- Parinacota, 6348 m n.p.m.
- Paruma, 5420 m n.p.m.
- Pomerape, 6282 m n.p.m.

Argentyna:
- Aconcagua, 6961 m n.p.m.
- Cerro Bonete, 6759 m n.p.m.
- Galan, 5912 m n.p.m.
- Incahuasi, 6620 m n.p.m.
- Mercedario, 6720 m n.p.m.
- Pissis, 6795 m n.p.m.

Granica argentyńsko-chilijska:
- Cerro Bayo, 5401 m n.p.m.
- Cerro Chaltén, 3375 m n.p.m.
- Cerro Escorial, 5447 m n.p.m.
- Cordón del Azufre, 5463 m n.p.m.
- Falso Azufre, 5890 m n.p.m.
- Lastarria, 5697 m n.p.m.
- Llullaillaco, 6739 m n.p.m.
- Maipo, 5264 m n.p.m.
- Marmolejo, 6110 m n.p.m.
- Ojos del Salado, 6893 m n.p.m.
- Olca, 5407 m n.p.m.
- Sierra Nevada de Lagunas Bravas, 6127 m n.p.m.
- Socompa, 6051 m n.p.m.
- Nevado Tres Cruces, 6749 m n.p.m.
- Tupungato, 6570 m n.p.m.

Boliwia:
- Ancohuma, 6427 m n.p.m.
- Cabaray, 5860 m n.p.m.
- Chacaltaya, 5421 m n.p.m.
- Huayna Potosi, 6088 m n.p.m.
- Illampu, 6368 m n.p.m.
- Illimani, 6438 m n.p.m.
- Macizo de Larancagua, 5520 m n.p.m.
- Macizo de Pacuni, 5400 m n.p.m.
- Nevado Anallajsi, 5750 m n.p.m.
- Sajama, 6542 m n.p.m.
- Patilla Pata, 5300 m n.p.m.
- Tata Sabaya, 5430 m n.p.m.

Peru:
- Alpamayo, 5947 m n.p.m.
- Carnicero, 5960 m n.p.m.
- El Misti, 5822 m n.p.m.
- El Toro, 5830 m n.p.m.
- Huascaran, 6768 m n.p.m.[1]
- Jirishanca, 6094 m n.p.m.
- Rasac, 6040 m n.p.m.
- Rondoy, 5870 m n.p.m.
- Sarapo, 6127 m n.p.m.
- Seria Norte, 5860 m n.p.m.
- Siula Grande, 6344 m n.p.m.
- Yerupaja, 6635 m n.p.m.
- Yerupaja Chico, 6089 m n.p.m.

Ekwador:
- Antisana, 5753 m n.p.m.
- Cayambe, 5790 m n.p.m.
- Chimborazo, 6267 m n.p.m.
- Corazón, 4790 m n.p.m.
- Cotopaxi, 5897 m n.p.m.
- El Altar, 5320 m n.p.m.
- Illiniza, 5248 m n.p.m.
- Pichincha, 4784 m n.p.m.
- Reventador, 3562 m n.p.m.
- Sangay, 5230 m n.p.m.
- Tungurahua, 5023 m n.p.m.

Kolumbia:
- Cristóbal Colón, 5775 m n.p.m.
- Galeras, 4276 m n.p.m.
- Nevado del Huila, 5700 m n.p.m.
- Nevado del Ruiz, 5389 m n.p.m.
- Ritacuba Blanco, 5410 m n.p.m.
- Nevado del Quindío, 5215 m n.p.m.

Wenezuela:
- Pico Bolívar, 4981 m n.p.m.
- Pico Humboldt, 4940 m n.p.m.
- Pico La Concha, 4870 m n.p.m.
- Pico Piedras Blancas, 4740 m n.p.m.